# Downing Street memo
De "Downing Street memo" (ook DSM), wordt door sommige critici van de Tweede Golfoorlog beschreven als de "smoking gun memo", bevat een overzicht van een geheim overleg dat op 23 juli 2002 werd gehouden tussen de regering van Groot-Brittannië, defensie en de geheime diensten, waarin wordt gesproken van een opbouw naar de oorlog met directe referentie naar een geheim beleid van de Verenigde Staten.
De memo werd op 1 mei 2005 voor het eerst gepubliceerd in The Sunday Times in de laatste dagen van de Britse verkiezingen. De memo werd vernoemd naar de residentie van de minister-president, Downing Street 10. De memo werd niet genoemd in de Amerikaanse pers, maar in blogs en forums werd er veel aandacht aan besteed en met name de zin "the intelligence and facts were being fixed around the policy" (de inlichtingen en feiten werden geschreven naar het beleid). Dit betekende dat om Saddam Hoessein als dictator te verwijderen de inlichtingen en feiten werden gefalsificeerd of specifiek uitgekozen. Toen de memo uiteindelijk door de media werd behandeld, werd aandacht besteed aan twee verwijten: dat de VN wapeninspectie gemanipuleerd was om een voorwendsel te geven voor de oorlog, en dat de luchtaanvallen voor de oorlog opzettelijk waren om de komende oorlog  eenvoudiger te maken.
In de periode die volgde op de memo verschenen meer memo's. Daarom wordt de term in het algemeen gebruikt voor een reeks memo's en die dateren tussen maart 2002 tot juli 2002, waarvan de oorspronkelijke DSM de belangrijkste is.
Een getypt replica van de memo werd in The Sunday Times afgedrukt. Om de bron te beschermen werd het origineel met een ouderwetse typemachine overgetypt. Om deze reden is de kopie niet rechtsgeldig, maar de krant beweert het origineel in bewaring te hebben. Geen officiële bronnen hebben de herkomst of de inhoud betwist. Zowel de Verenigde Staten als het Verenigd Koninkrijk hebben geweigerd uitspraken te doen over de memo's. Toen Tony Blair hierover werd aangesproken gaf hij het commentaar "That memo was written before we went to the UN." ("Die memo werd geschreven voordat we naar de Verenigde Naties gingen").
Een groep van 131 leden van het Huis van Afgevaardigden, aangevoerd door John Conyers hebben verschillende malen schriftelijk aan George W. Bush gevraagd uitleg te geven. Een petitie met 560.000 handtekeningen is overhandigd aan de president waarin hem wordt gevraagd uitleg te geven. Tevens is een resolutie tot onderzoek door Barbara Lee met 70 andere leden ingediend waarin de president en het State Department gevraagd worden alle relevante documenten te overhandigen.

## Wikisource
- Downing Street memo
- Brief van het Congres m.b.t. Downing Street memo